# 山野井智広
山野井 智広（やまのい ともひろ、1977年6月4日 - ）は、日本の競泳選手。身長175cm、体重75kg。2001年世界水泳選手権50m自由形銅メダリスト。妹の山野井絵理も競泳選手。

## 人物
茨城県筑波郡伊奈町（現在のつくばみらい市）出身。常総学院高等学校出身。中央大学経済学部卒業。
競泳選手として活躍。2004年の日本選手権後、主な大会には出場していない。スタイルは自由形。競泳50m自由形元日本記録保持者。日本の自由形を代表するスプリンター。

## 主な成績
50ｍ自由形
| 年   | 大会         | ラウンド | 順位 | タイム | 結果       | 新記録           |
| ---- | ------------ | -------- | ---- | ------ | ---------- | ---------------- |
| 1996 | 日本選手権   | 予選     | 1位  | 23秒13 |            | 日本新           |
| 1996 | 日本選手権   | 決勝     | 1位  | 23秒16 | 優勝       |                  |
| 1997 | 日本選手権   | 予選     | 1位  | 22秒95 |            | 日本新           |
| 1997 | 日本選手権   | 決勝     | 1位  | 23秒06 | 優勝       |                  |
| 1997 | 東アジア大会 | 決勝     | 1位  |        | 優勝       |                  |
| 1998 | 日本選手権   | 予選     | 1位  | 22秒71 |            | 日本新           |
| 1998 | 日本選手権   | 決勝     | 1位  | 22秒84 | 優勝       |                  |
| 1998 | アジア大会   | 決勝     | 2位  |        | 銀メダル   |                  |
| 1999 | 日本選手権   | 決勝     | 1位  | 22秒68 | 優勝       | 日本新           |
| 2001 | 日本選手権   | 決勝     | 1位  | 22秒59 | 優勝       | 日本新           |
| 2001 | 世界選手権   | 予選     |      | 22秒75 | 準決勝進出 |                  |
| 2001 | 世界選手権   | 準決勝   | 5位  | 22秒37 | 決勝進出   | 日本新・アジア新 |
| 2001 | 世界選手権   | 決勝     | 3位  | 22秒18 | 銅メダル   | 日本新・アジア新 |
| 2003 | 日本選手権   | 決勝     | 1位  | 22秒93 | 優勝       |                  |
| 2004 | 日本選手権   | 決勝     | 2位  | 23秒07 | 2位        |                  |

## 2001年福岡世界水泳
この大会で山野井はそれほど下馬評は高くなくメダルの候補には挙げられていなかった。22日の予選では22秒75を出しまずまずの記録を出し通過。同日に行われた準決勝ではその組で5位となるも22秒37の日本記録を0秒27も更新するタイムで決勝に進出した。翌23日の決勝では8コースだったが素晴らしいスタートを見せそのままゴール。南アフリカ共和国のローランド・スクーマンと同タイムの3位となり1960年ローマ五輪の山中毅以来41年ぶりの男子自由形のメダルを獲得した。
この結果は「小柄な日本人には自由形は無理」と思われていただけに日本中を驚かせた。またこのレースで山野井は前日に自らが樹立した記録をさらに0秒19更新する日本新記録を樹立した。2日にわたって大幅に記録を更新したことで山野井の評価は一気に高まった。

## その他
彼は自由形専門の選手であり、スプリンターである。50mのタイムに比べて、100mのタイムがあまりにも遅いため、よく批判されることがある。しかし、山野井の50m自由形22.18秒（日本記録）というのは驚くべきタイムであった上に、彼以外の日本選手では伊藤真が2009年に22.19秒を出した以外は山野井の記録に迫る者すら現れていなかった。このタイムは当時では驚異的であった。
また、この記録は他の出場選手が腰から足首までを覆われ、抵抗の少なく有利なタイツ型水着を着る中、腰の周りのみが覆われたビキニ型水着を着用して出されたものであり、2000年代後半以後に急速に改良が進められた水着を用いていない時代で出された唯一の日本記録でもあった。
尚、山野井の日本記録は2010年4月まで残っていたが、2010年4月14日に岸田真幸（キングソフト）が第86回日本選手権水泳競技大会男子50m決勝で22.11秒をマークしたほか、塩浦慎理が21.88をマークしたので日本歴代第3位となった。